# 田布施駅
田布施駅（たぶせえき）は、山口県熊毛郡田布施町大字波野にある、西日本旅客鉄道（JR西日本）山陽本線の駅である。

## 歴史
- 1897年（明治30年）9月25日：山陽鉄道広島駅 - 徳山駅間の開通と同時に開業し、旅客・貨物の取扱を開始する[2]。
- 1906年（明治39年）12月1日：山陽鉄道の国有化により、官営鉄道の駅となる[2]。
- 1909年（明治42年）10月12日：線路名称の制定に伴い、山陽本線の所属となる。
- 1934年（昭和9年）12月1日：麻里布駅（現・岩国駅） - 櫛ケ浜駅間の新線（現在の岩徳線）開業に伴う線路名称改定により、柳井線所属となる。
- 1944年（昭和19年）10月11日：線路名称の改定に伴い、山陽本線が柳井駅経由に戻され、当駅も山陽本線所属に戻る。
- 1959年（昭和34年）6月20日：駅舎を改築[4]。
- 1963年（昭和38年）9月1日：貨物の取扱を廃止する[2]。
- 1985年（昭和60年）3月14日：荷物の取扱を廃止[2]。
- 1987年（昭和62年）
  - 2月14日：みどりの窓口営業開始[5]。
  - 4月1日：国鉄分割民営化により、JR西日本の駅となる[2]。
- 2022年（令和4年）
  - 3月12日：ICカード「ICOCA」の利用が可能となる[6]。
  - 3月31日：この日をもってみどりの窓口の営業を終了[3]。
  - 4月1日：無人駅となる[3]。

## 駅構造

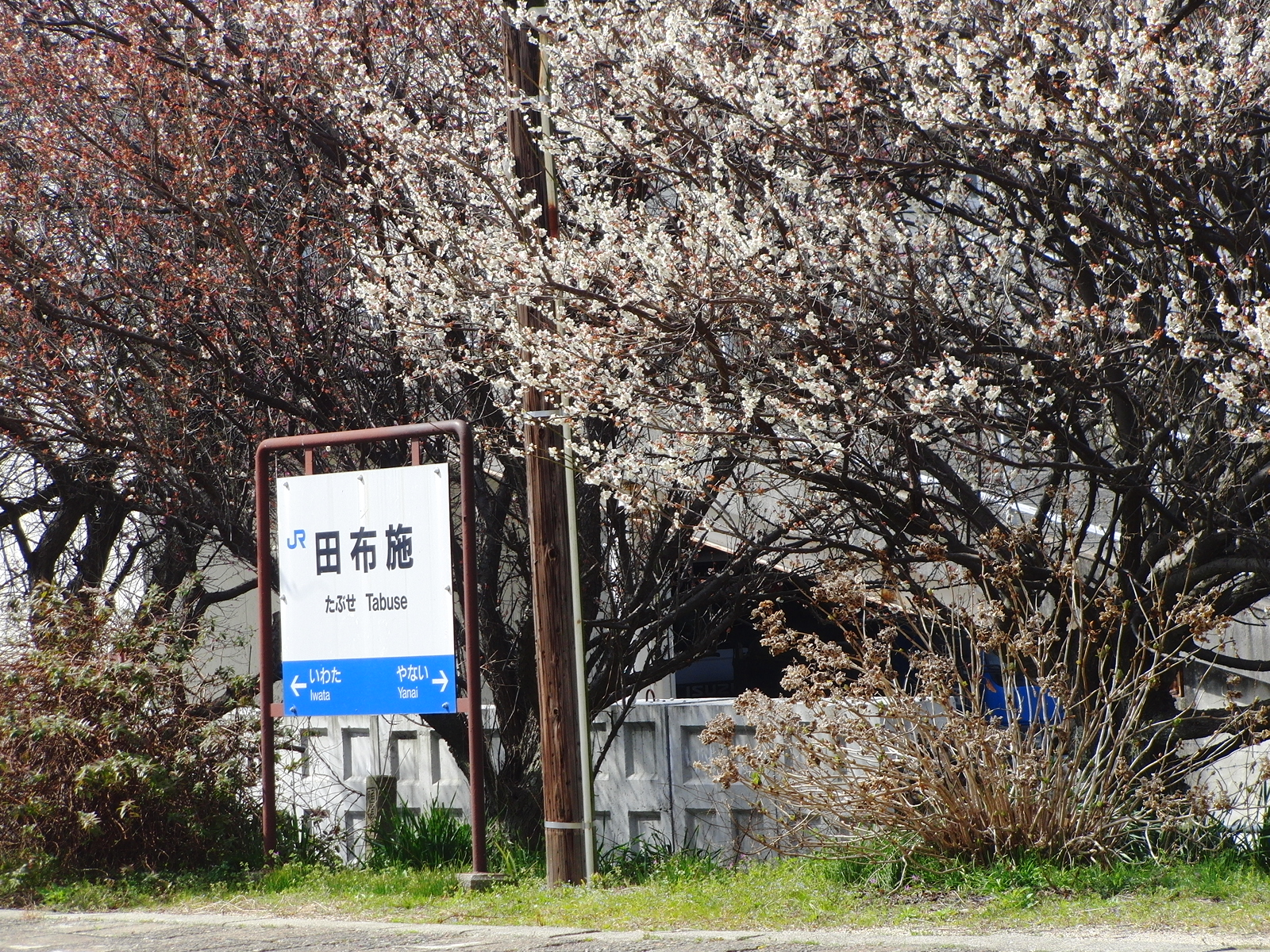
駅構内（2012年3月）

相対式2面2線のホームを持ち、間にホームのない中線が1本設けられた地上駅。互いのホームは跨線橋で連絡している。
1960年代、駅舎の中には講習室という名の部屋が設けられた。1968年3月5日、参議院運輸委員会では、この講習室は佐藤栄作首相のための貴賓室ではないか、首相への忖度から急行を停車させていたのではないかという問題として取り上げられたが、国鉄側はこれを否定した。

### のりば
| のりば | 路線      | 方向 | 行先           |
| ------ | --------- | ---- | -------------- |
| 1      | ■山陽本線 | 下り | 徳山・防府方面 |
| 3      | ■山陽本線 | 上り | 柳井・岩国方面 |

## 利用状況
山口県統計年鑑によると、1日の平均乗車人員は以下の通りである。
| 乗車人員推移 | 乗車人員推移 |
| 年度         | 1日平均人数  |
| ------------ | ------------ |
| 1999         | 1,313        |
| 2000         | 1,269        |
| 2001         | 1,220        |
| 2002         | 1,209        |
| 2003         | 1,228        |
| 2004         | 1,245        |
| 2005         | 1,209        |
| 2006         | 1,200        |
| 2007         | 1,200        |
| 2008         | 1,209        |
| 2009         | 1,188        |
| 2010         | 1,180        |
| 2011         | 1,209        |
| 2012         | 1,205        |
| 2013         | 1,217        |
| 2014         | 1,147        |
| 2015         | 1,187        |
| 2016         | 1,167        |
| 2017         | 1,167        |
| 2018         | 1,075        |
| 2019         | 1,134        |
| 2020         | 985          |
| 2021         | 979          |
| 2022         | 987          |

## 駅周辺
- 田布施町役場
- 佐藤栄作の墓
- 田布施郵便局
- 山口県立熊毛南高等学校 - 所在地は平生町
- 山口県立田布施農工高等学校
- 田布施町立田布施中学校
- 防長交通「田布施駅前」停留所

## 隣の駅
西日本旅客鉄道（JR西日本）
■山陽本線
柳井駅 - 田布施駅 - 岩田駅